# 喬保河

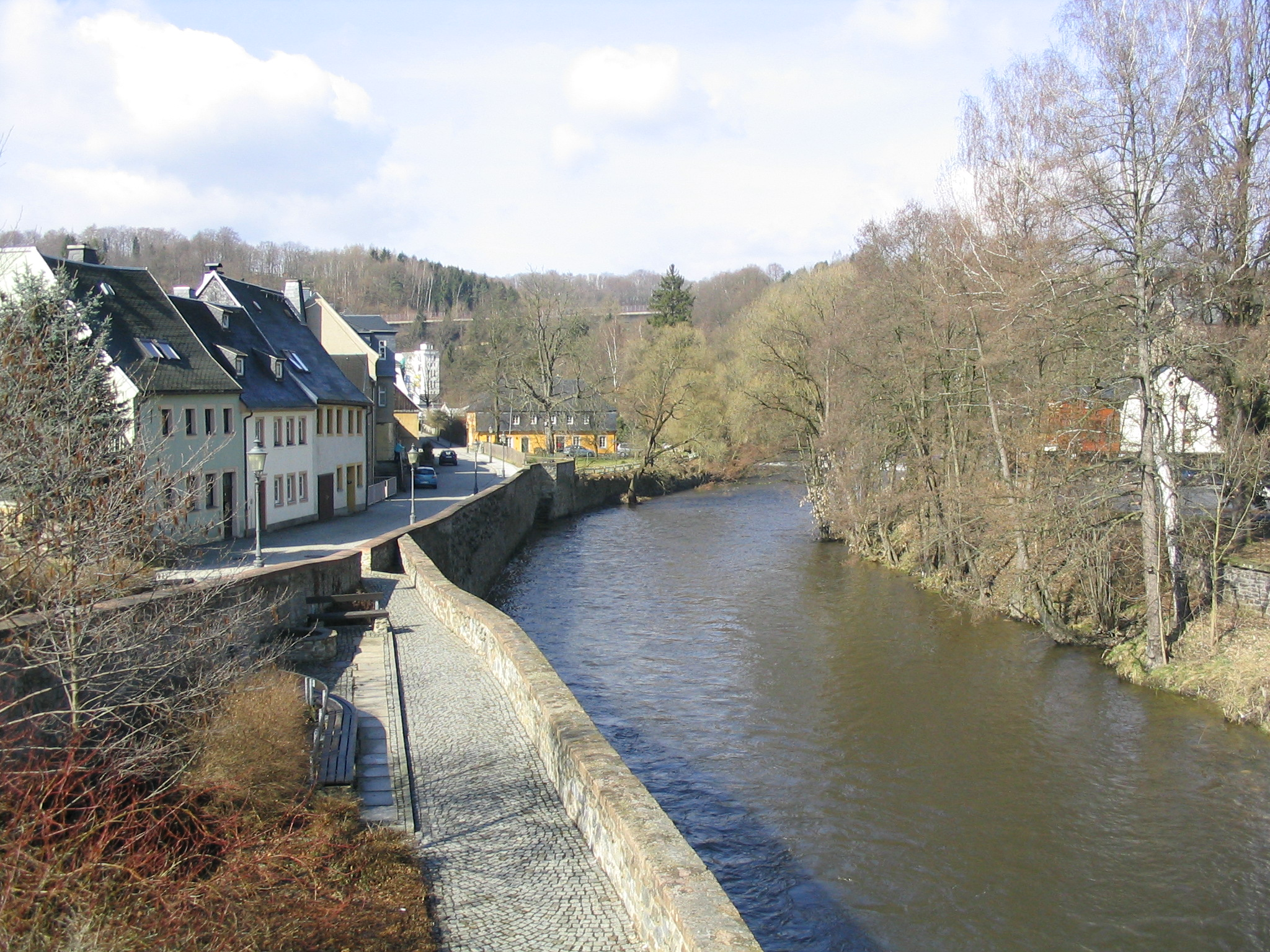

51°7′46″N 13°3′7″E / 51.12944°N 13.05194°E
喬保河（德語：Zschopau，發音：[ˈtʃoːpaʊ] ⓘ；捷克語： [ˈsapava] 或 Šopava [ˈʃopava]）是德國的河流，位於薩克森州，屬於弗賴貝格穆爾德河的左支流，河道全長128公里，流域面積1,750平方公里，發源自厄尔士山脉，流經施萊陶、沃尔肯施泰因、乔保、弗勒阿、弗蘭肯貝格、米特韦达和瓦爾德海姆，河口處在德伯爾恩以西。